# NGC 5794
NGC 5794 ist eine 13,6 mag helle Spiralgalaxie vom Hubble-Typ S? im Sternbild Bärenhüter am Nordsternhimmel und etwa 192 Millionen Lichtjahre von der Milchstraße entfernt. 
Sie wurde am 13. Mai 1830 von John Herschel entdeckt.